# Mariposa-arco-íris
A mariposa-arco-íris (Passerina ciris) é uma espécie de pássaro da família Cardinalidae. É nativa da América do Norte. A plumagem brilhante do macho só aparece no segundo ano de vida; no primeiro ano, eles só podem ser distinguidos da fêmea por meio de uma inspeção minuciosa.

## Taxonomia
A mariposa-arco-íris foi originalmente descrita por Lineu em sua obra do século XVIII, Systema Naturae. Há duas subespécies reconhecidas da mariposa-arco-íris:
- P. c. ciris - (Lineu, 1758): reproduz-se no sudeste dos Estados Unidos
- P. c. pallidior - (Mearns [en], 1911): reproduz-se no centro-sul dos EUA e no norte do México

A mariposa-arco-íris também é chamada de canário-mexicano e tentilhão-pintado.

## Descrição
O macho da mariposa-arco-íris é frequentemente descrita como a ave mais bonita da América do Norte e, por isso, foi apelidado de nonpareil, ou “sem igual”. Suas cores, cabeça azul-escura, dorso verde e garupa vermelha, tornam-no extremamente fácil de identificar, mas ainda assim pode ser difícil de localizar, pois muitas vezes se esconde na folhagem, mesmo quando está cantando. A plumagem das fêmeas e dos filhotes é verde e verde-amarelada, servindo como camuflagem. Uma vez vista, a fêmea adulta ainda é distinta, pois é mais brilhante e mais verde do que outros pássaros canoros semelhantes. Os adultos podem medir de 12 a 14 cm de comprimento, ter 21 a 23 cm de envergadura nas asas e pesar de 13 a 19 g.
Os filhotes têm duas mudas inseridas em seu primeiro outono, cada uma produzindo plumagem como a de uma fêmea adulta. A primeira começa alguns dias após o início dos voos, substituindo a plumagem juvenil por uma plumagem formativa auxiliar; e a segunda, cerca de um mês depois, dá origem à plumagem formativa.
Os ovos da mariposa-arco-íris são branco-azulados claros, manchados de marrom. De março a julho, aparecem de 3 a 4 ovos (ou, ocasionalmente, 5) em ninhos, geralmente construídos em arbustos ou árvores baixas, normalmente a uma altura de 3 a 6 pés do chão, mas até 12 pés.

## Distribuição e habitat
A mariposa-arco-íris ocupa o habitat típico de um membro de sua família. É encontrado em matas, zonas ripárias e áreas com arbustos. No leste, a espécie se reproduz em matagais. Atualmente, ela é encontrada com frequência ao longo de estradas e em áreas suburbanas e em jardins com vegetação densa e arbustiva. O habitat de invernada é geralmente as bordas arbustivas ao longo da borda de florestas tropicais ou savanas com vegetação densa. A área de reprodução é dividida em duas áreas geograficamente separadas. Essas áreas incluem o sul do Arizona, o sul do Novo México, o sul e o leste do Texas, Oklahoma, Arkansas, Louisiana, norte da Flórida, litoral da Geórgia, a costa sul e as vias fluviais, como o rio Santee, na Carolina do Sul, e o norte do México. Elas passam o inverno no sul da Flórida, em Cuba, nas Bahamas, ao longo de ambas as costas do México e em grande parte da América Central. Ocasionalmente, podem aparecer como errantes mais ao norte, inclusive em Nova York, Pensilvânia, e Nova Jersey. A ave também é encontrada a cada poucos anos no extremo norte de Nova Brunswick, no Canadá. Análises genéticas mostraram que a espécie pode ser dividida em três grupos principais em seus locais de reprodução: um grupo ocidental, um central e um oriental.

## Comportamento
As mariposas-arco-íris são tímidas, reservadas e muitas vezes difíceis de observar com o olho humano, embora possam ser bastante acessíveis quando habituadas a alimentadores de aves. Os machos cantam na primavera em poleiros expostos para anunciar seus territórios. Eles também se envolvem em exibições visuais, incluindo o voo saltitante como uma borboleta ou em uma exibição vertical, exibição de arco e exibição de tremor de asa. Essas exibições são usadas em conflitos antagônicos com outros machos ou em exibições de reprodução para as fêmeas, sendo que as fêmeas raramente se envolvem em exibições. Ocasionalmente, os machos podem entrar em conflito físico uns com os outros e podem até se matar nesses conflitos. Quando a temporada de reprodução termina, as aves migram à noite por distâncias curtas a médias. As aves do oeste (Arizona e norte do México) fazem a muda no meio da migração, enquanto as aves do leste tendem a fazer a muda antes de migrar.

### Alimentação
As mariposas-arco-íris geralmente se alimentam pulando pelo chão, parando cautelosamente a cada poucos instantes para olhar ao redor. Eles comem regularmente insetos e sementes de gramíneas, como Panicum, de juncos, como Carex, e de plantas, como Amaranthus, Oxalis e Euphorbia. No inverno, a ave come quase exclusivamente sementes, mas durante a reprodução e ao alimentar seus filhotes, ela procura principalmente pequenos invertebrados, incluindo aranhas, caracóis e insetos, como gafanhotos e lagartas. Às vezes, elas visitam teias de aranha de forma oportunista para pegar insetos presos nelas.

### Reprodução
As mariposas-arco-íris são, em sua maioria, monogâmicas e ficam solitárias ou em pares durante a época de reprodução, mas às vezes apresentam poligamia. A época de reprodução começa no final de abril e vai até o início de agosto, com pico de atividade entre meados de maio e meados de julho. O macho chega cerca de uma semana antes da fêmea e começa a estabelecer um pequeno território. O ninho geralmente fica escondido em uma vegetação baixa e densa e é construído pelas fêmeas e entrelaçado na vegetação circundante para ficar mais forte. Cada ninhada contém 3 ou 4 ovos branco-acinzentados, muitas vezes manchados de marrom, que são incubados por cerca de 10 dias até que os filhotes altriciais nasçam. A fêmea cuida sozinha dos filhotes. Os filhotes ficam no ninho por cerca de 12 a 14 dias e, em seguida, aprendem a voar. Cerca de 30 dias após a eclosão dos primeiros ovos, a fêmea geralmente dá à luz uma segunda ninhada. Os ninhos são frequentemente parasitados por pássaros do gênero Molothrus. Predadores comuns do ninho de ovos, dos filhotes e das fêmeas chocadeiras são cobras grandes, incluindo  Masticophis flagellum,  Lampropeltis getula, Coluber constrictor e Pantherophis obsoletus. A mariposa-arco-íris pode viver até mais de 10 anos de idade, embora a maioria das aves selvagens provavelmente viva apenas a metade desse tempo.

## Status de conservação
O macho da mariposa-arco-íris já foi um pássaro de gaiola muito popular, mas sua captura e manutenção são atualmente ilegais. A captura para venda no exterior ainda pode ocorrer na América Central. As populações estão em declínio principalmente devido à perda de habitat para o desenvolvimento, especialmente em matas de pântanos costeiros, bordas de florestas no leste, zonas ripárias na migração e no inverno no sudeste dos Estados Unidos e no México. Eles são protegidos pela Lei de Aves Migratórias dos EUA.

## Galeria

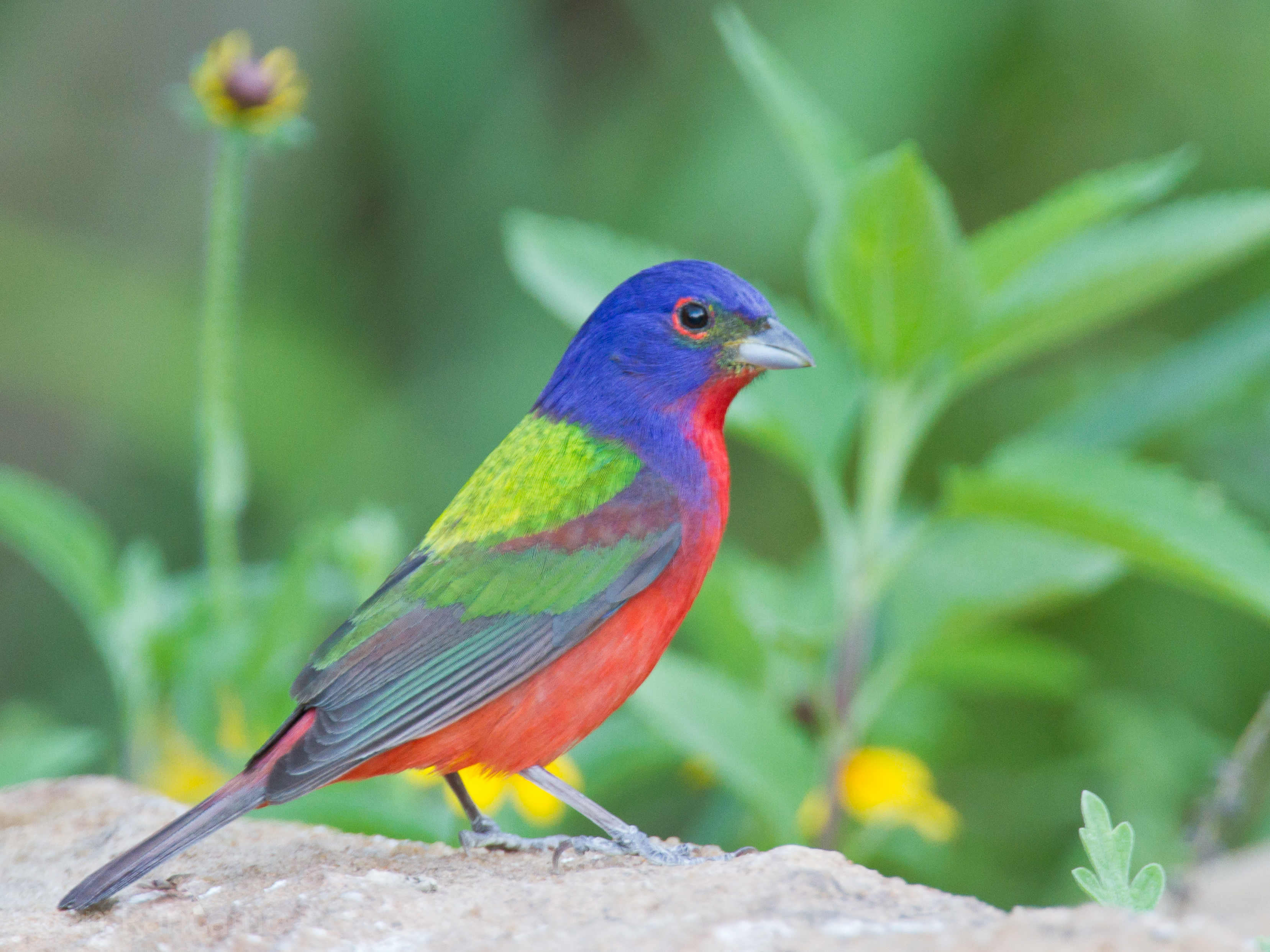
Macho em Quintana, Texas.
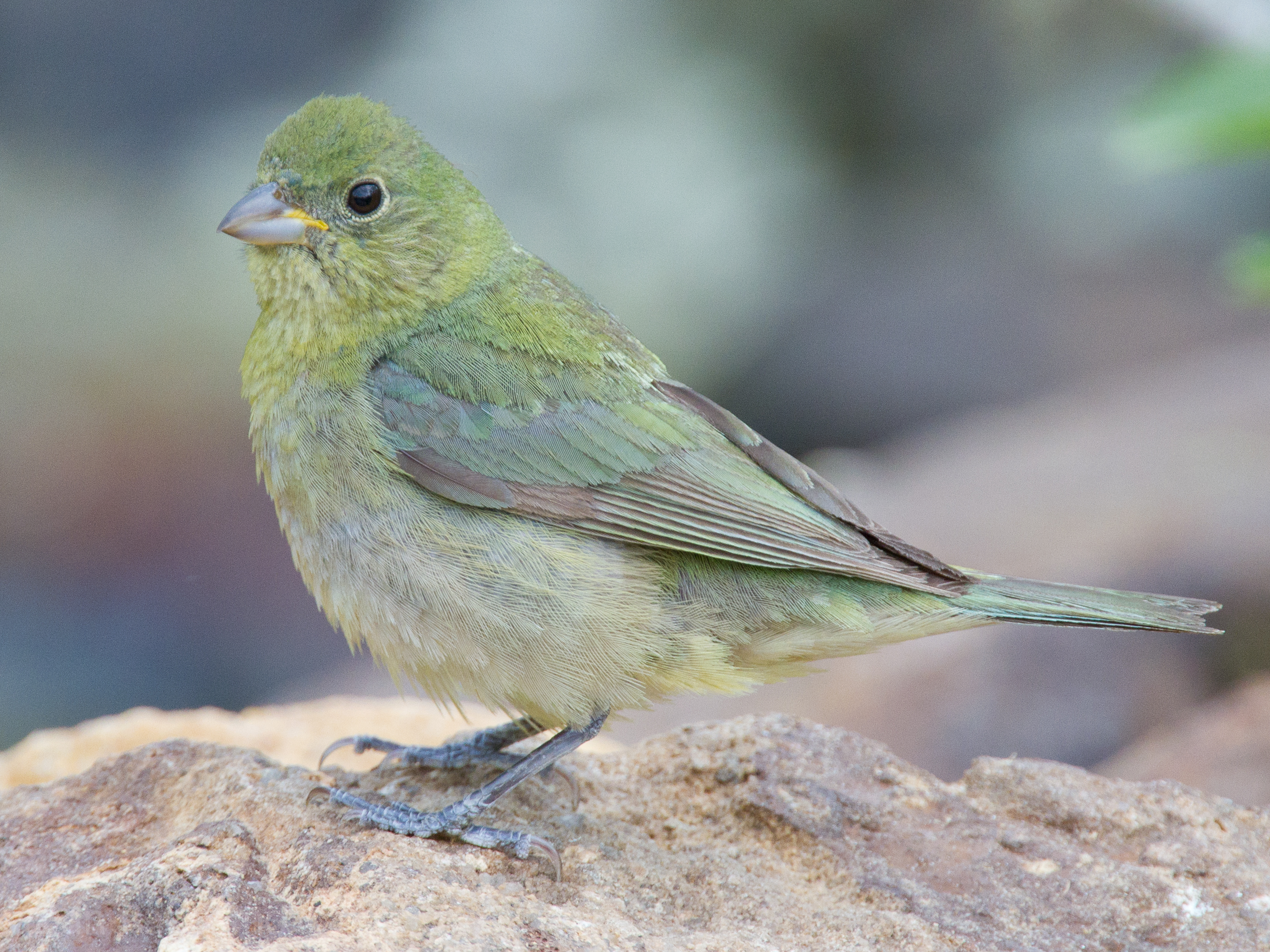
Fêmea.
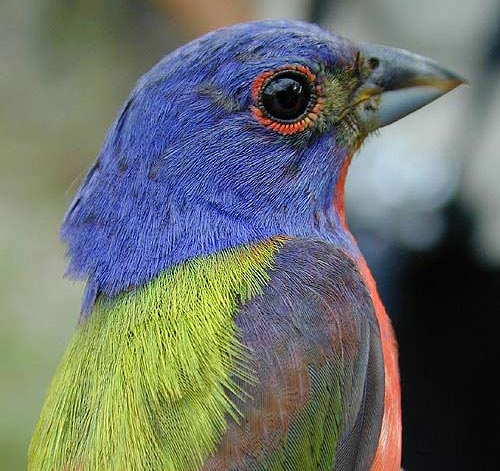
Macho.
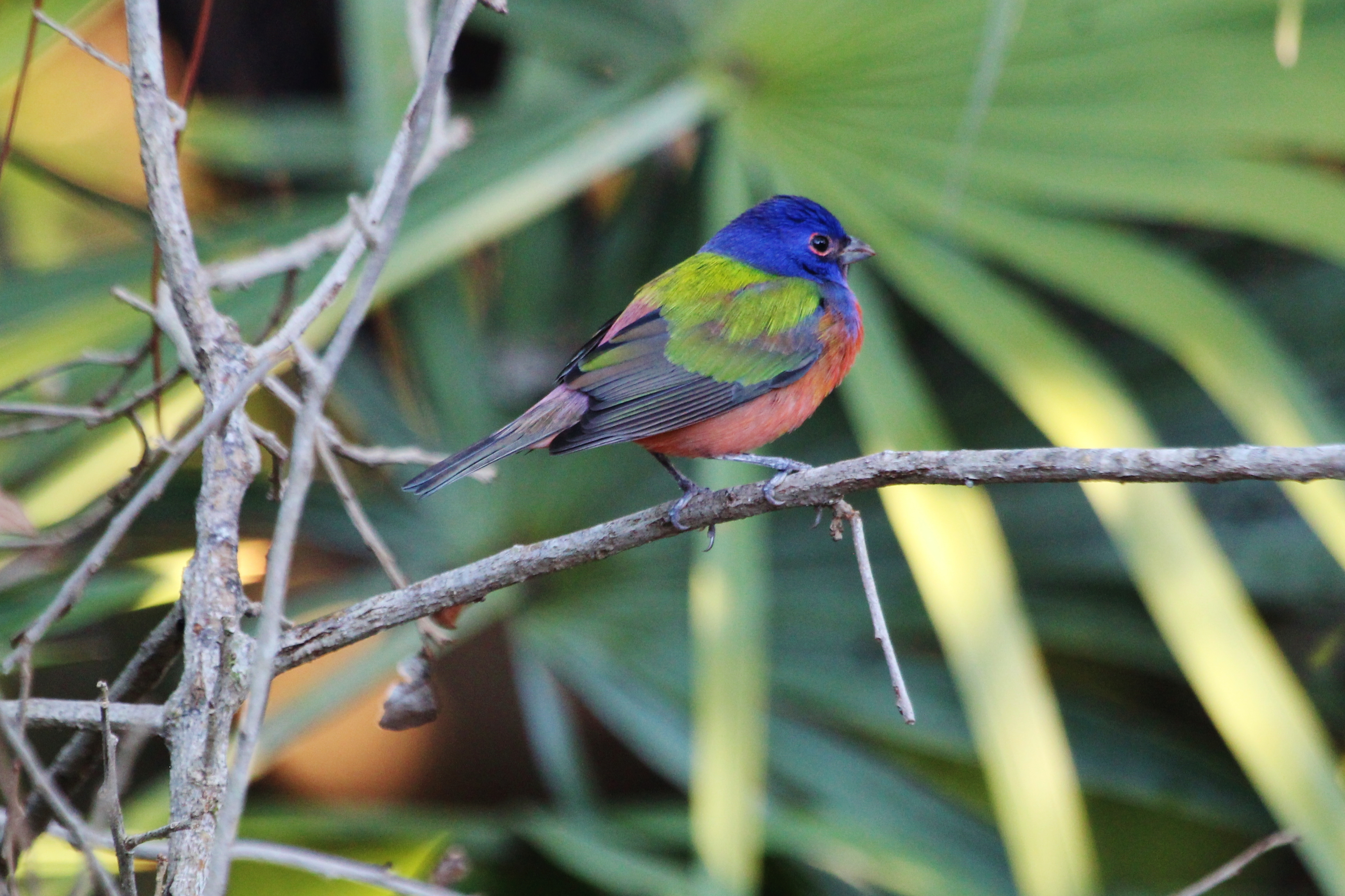
Macho no Okeeheelee Nature Center, Flórida.
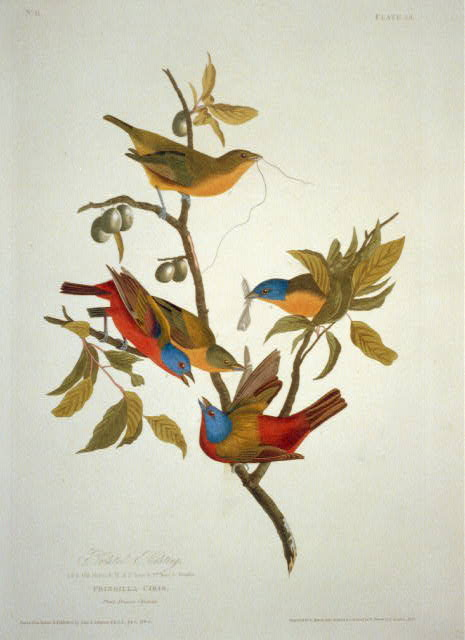
Mariposa-arco-íris no livro The Birds of America.

### Livro
- Lowther, P.E.; Lanyon, S.M.; Thompson, C.W. (1999).  Poole, A.; Gill, F., eds. The Birds of North America. Philadelphia, PA: The Birds of North America, Inc.

### Artigos
- Academy Of Natural Sciences Of P. (1999). Painted Bunting: Passerina ciris. Birds of North America. vol 0, no 398. p. 1-23.
- Barber DR & Martin TE. (1997). Influence of alternate host densities on brown-headed Cowbird parasitism rates in black-capped Vireos. Condor. vol 99, no 3. p. 595-604.
- Bochkov AV, Fain A & Skoracki M. (2004). New quill mites of the family Syringophilidae (Acari : Cheyletoidea). Systematic Parasitology. vol 57, no 2. p. 135-150.
- Brennan SP & Schnell GD. (2005). Relationship between bird abundances and landscape characteristics: The influence of scale. Environmental Monitoring & Assessment. vol 105, no 1–3. p. 209-228.
- Conner RN, Dickson JG, Williamson JH & Ortego BN. (2004). Width of forest streamside zones and breeding bird abundance in eastern Texas. Southeastern Naturalist. vol 3, no 4. p. 669-682.
- Durden LA, Oliver JH & Kinsey AA. (2001). Ticks (Acari : Ixodidae) and spirochetes (Spirochaetaceae : Spirochaetales) recovered from birds on a Georgia barrier island. Journal of Medical Entomology. vol 38, no 2. p. 231-236.
- Kilgo JC & Moorman CE. (2003). Patterns of cowbird parasitism in the southern Atlantic coastal plain and piedmont. Wilson Bulletin. vol 115, no 3. p. 277-284.
- Klicka J, Fry AJ, Zink RM & Thompson CW. (2001). A cytochrome-b perspective on Passerina bunting relationships. Auk. vol 118, no 3. p. 611-623.
- Kopachena JG & Crist CJ. (2000). Macro-habitat features associated with painted and Indigo Buntings in northeast Texas. Wilson Bulletin. vol 112, no 1. p. 108-114.
- Kopachena JG & Crist CJ. (2000). Microhabitat features associated with the song perches of Painted and Indigo Buntings (Passeriformes: Cardinalidae) in northeast Texas. Texas Journal of Science. vol 52, no 2. p. 133-144.
- Lanyon SM & Thompson CF. (1984). Visual Displays and Their Context in the Painted Bunting Passerina-Ciris. Wilson Bulletin. vol 96, no 3. p. 396-407.
- Lanyon SM & Thompson CF. (1986). Site Fidelity and Habitat Quality as Determinants of Settlement Pattern in Male Painted Buntings Passerina-Ciris. Condor. vol 88, no 2. p. 206-210.
- Norris DJ & Elder WH. (1982). Distribution and Habitat Characteristics of the Painted Bunting Passerina-Ciris in Missouri USA. Transactions of the Missouri Academy of Science. vol 16, p. 77-84.
- Quay WB. (1985). Cloacal Sperm in Spring Migrants Occurrence and Interpretation. Condor. vol 87, no 2. p. 273-280.
- Spicer GS. (1977). 2 New Nasal Mites of the Genus Ptilonyssus Mesostigmata Rhinonyssidae from Texas USA. Acarologia. vol 18, no 4. p. 594-601.
- Springborn EG & Meyers JM. (2005). Home range and survival of breeding painted buntings on Sapelo Island, Georgia. Wildlife Society Bulletin. vol 33, no 4. p. 1432–1439.
- Taylor WK. (1974). NEW HYBRID BUNTING (PASSERINA-CYANEA X PASSERINA-CIRIS). Auk. vol 91, no 3. p. 485-487.
- Thompson CF & Lanyon SM. (1979). Reverse Mounting in the Painted Bunting Passerina-Ciris. Auk. vol 96, no 2. p. 417-418.
- Thompson CW. (1991). Is the Painted Bunting Actually Two Species? Problems Determining Species Limits between Allopatric Populations. Condor. vol 93, no 4. p. 987-1000.
- Thompson CW. (1991). THE SEQUENCE OF MOLTS AND PLUMAGES IN PAINTED BUNTINGS AND IMPLICATIONS FOR THEORIES OF DELAYED PLUMAGE MATURATION. Condor. vol 93, no 2. p. 209-235.
- Thompson CW. (1992). A KEY FOR AGING AND SEXING PAINTED BUNTINGS. Journal of Field Ornithology. vol 63, no 4. p. 445-454.
- Young BE. (1991). ANNUAL MOLTS AND INTERRUPTION OF THE FALL MIGRATION FOR MOLTING IN LAZULI BUNTINGS. Condor. vol 93, no 2. p. 236-250.